# Laura Howard
Laura Howard (Chiswick (Londen), 1977) is een Engelse actrice. Howard is het best bekend door haar rol als Cully Barnaby – de dochter van politieman Tom Barnaby - in de ITV detective serie Midsomer Murders, deze rol speelde zij tussen 1997 en 2010.  Haar eerste belangrijke rol speelde zij in 1992, als de tiener Tammy Rokeby in de BBC comedie So Haunt Me.

## Andere rollen
- Eskimo Day
- Cold Enough For Snow
- Soldier Soldier
- The Bill
- Doctors
- Casualty

- International Standard Name Identifier: 0000 0000 7910 7126
- Library of Congress Control Number: no2009106311
- Virtual International Authority File: 91142152
- WorldCat: E39PBJfRyTBjQcw46XqcbXVcT3